# Max Comtois
Maxime "Max" Comtois, född 8 januari 1999, är en kanadensisk professionell ishockeyforward som spelar för Anaheim Ducks i National Hockey League (NHL). Han har tidigare spelat för Tigres de Victoriaville i Ligue de hockey junior majeur du Québec (LHJMQ).
Comtois draftades i första rundan i 2017 års draft av Anaheim Ducks som 50:e spelare totalt.

## Statistik
| 2013–2014    | Grenadiers de Lac St-Louis |              | 23  | 19 | 15  | 34  | 18  | 6  | 4  | 10 | 4  |    |
| 2014–2015    | Grenadiers de Châteauguay  | LHMAAAQ      | 41  | 23 | 33  | 56  | 50  | 16 | 12 | 19 | 31 | 26 |
| 2015–2016    | Tigres de Victoriaville    | LHJMQ        | 62  | 26 | 34  | 60  | 68  | 5  | 1  | 5  | 6  | 4  |
| 2016–2017    | Tigres de Victoriaville    | LHJMQ        | 64  | 22 | 29  | 51  | 88  | 4  | 1  | 0  | 1  | 8  |
| 2017–2018    | Tigres de Victoriaville    | LHJMQ        | 54  | 44 | 41  | 85  | 79  | 13 | 4  | 8  | 12 | 16 |
| 2018–2019    | Anaheim Ducks              | NHL          | 1   | 1  | 0   | 1   | 0   | —  | —  | —  | —  | —  |
| NHL totalt   | NHL totalt                 | NHL totalt   | 1   | 1  | 0   | 1   | 0   | —  | —  | —  | —  | —  |
| LHJMQ totalt | LHJMQ totalt               | LHJMQ totalt | 180 | 92 | 104 | 196 | 235 | 22 | 6  | 13 | 19 | 28 |

### Internationellt
| Källa: Uppdaterad: 2018-10-04 | Källa: Uppdaterad: 2018-10-04 | Källa: Uppdaterad: 2018-10-04 |         | Utv = Utvisningsminuter | Utv = Utvisningsminuter | Utv = Utvisningsminuter | Utv = Utvisningsminuter | Utv = Utvisningsminuter |
| År                            | Lag                           | Mästerskap                    | Matcher | Mål                     | Assists                 | Poäng                   | Utv                     |                         |
| ----------------------------- | ----------------------------- | ----------------------------- | ------- | ----------------------- | ----------------------- | ----------------------- | ----------------------- | ----------------------- |
| 2016                          | Kanada                        | Ivan Hlinka                   | 4       | 4                       | 1                       | 5                       | 8                       |                         |
| 2017                          | Kanada                        | U18-VM                        | 5       | 2                       | 0                       | 2                       | 28                      |                         |
| 2018                          | Kanada                        | JVM                           | 7       | 3                       | 3                       | 6                       | 4                       |                         |
| Junior totalt                 | Junior totalt                 | Junior totalt                 | 16      | 9                       | 4                       | 13                      | 40                      |                         |